# 南馬農布
南馬農布（Manombo Sud）為位在馬達加斯加的城鎮，由阿齊莫-安德列發那區圖利亞拉二縣（Toliara II District）管轄。2001年人口普查估計該城鎮人口約有17,000人。
該城鎮的教育機構設有小學和初級中學。漁業為該城鎮主要的產業，佔勞動人口的55%，另外有35%的居民從事農業，5%的居民從事畜牧業。木薯和甘蔗為該城鎮最主要的作物，而其他主要作物還有玉米以及棉豆等。另外從事服務業的居民佔該城鎮勞動人口的5%。